# Juan Zorrilla de San Martín

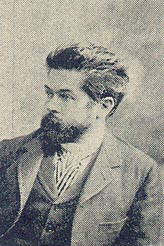
Juan Luis Zorrilla de San Martín um 1890

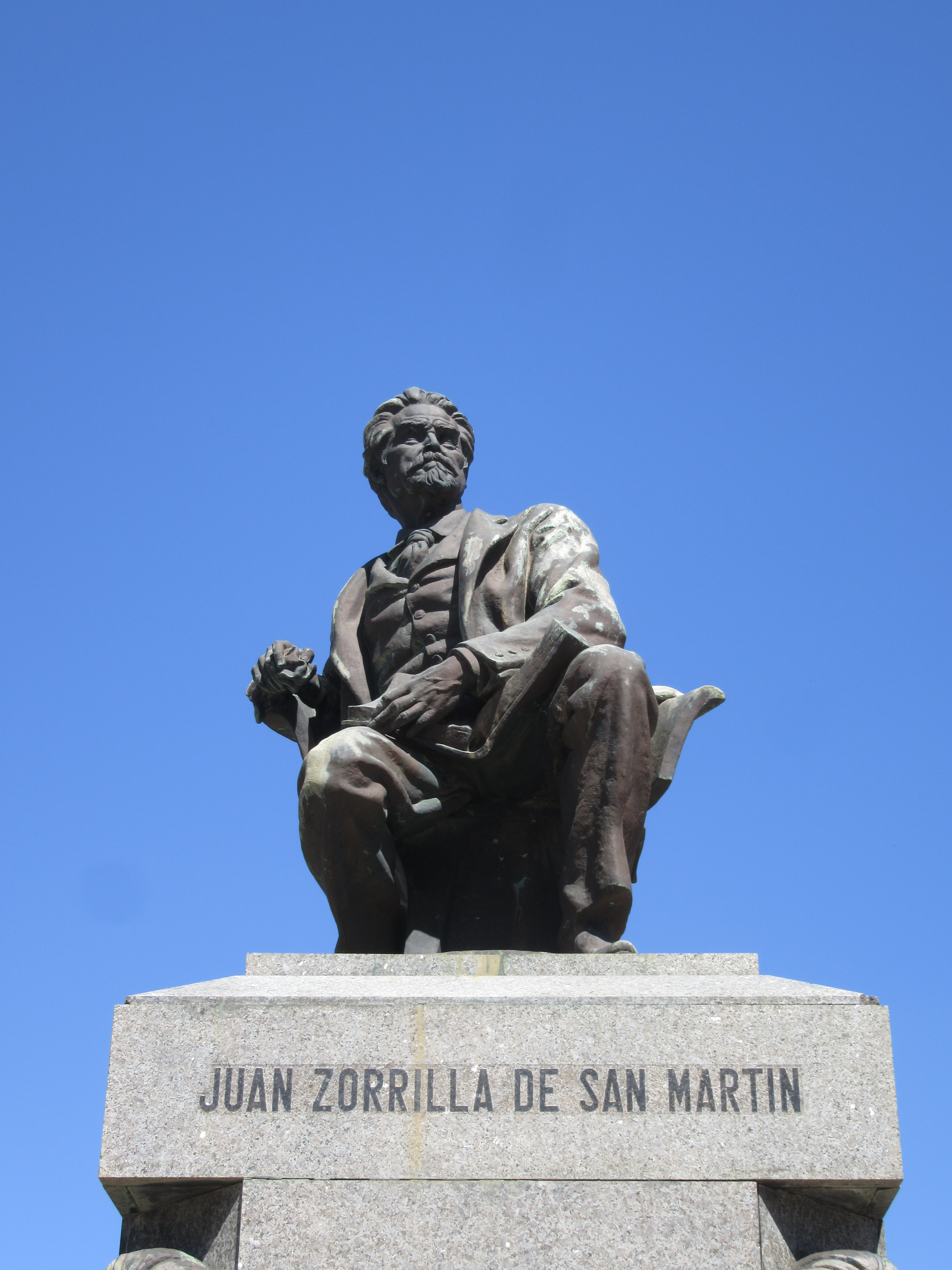
Statue in Montevideo

Juan Luis Zorrilla de San Martín (* 28. Dezember 1855 in Montevideo; † 3. November 1931 ebenda) war ein uruguayischer Dichter. 
Zorilla de San Martín besuchte ab 1865, rund anderthalb Jahre nach dem Tod seiner Mutter, auf Veranlassung seines Vaters gemeinsam mit seinem Bruder Alejandro das Colegio jesuita de la Inmaculada Concepción de Santa Fe. 1875 setzte er ein rechtswissenschaftliches Studium in Chile fort. Im November 1878 gründete er die katholische Tageszeitung El Bien Público. Er war in erster Ehe seit 1878 mit Elvira Blanco verheiratet. Aus dieser Beziehung gingen sechs Kinder hervor. Einige Jahre nach dem Tod seiner 1887 verstorbenen Ehefrau heiratete er deren Schwester Concepción Blanco, die wiederum 1907 aus dem Leben schied. Mit ihr hatte er weitere zehn Kinder. Er ist der Vater des Bildhauers José Luis Zorrilla de San Martín. Dessen Tochter und somit Juan Zorrilla de San Martíns Enkelin ist die Schauspielerin China Zorrilla.
Der in Rechtswissenschaften promovierte Zorilla de San Martín wirkte als Journalist und Schriftsteller. Zu den bedeutenden Werken seiner dichterischen Tätigkeit zählt das Epos Tabaré, das 1917 verfilmt wurde. Er arbeitete auch als Diplomat in Spanien, Frankreich und beim Heiligen Stuhl.

## Werke
Gedichte
- Notas de un himno (1877)
- La leyenda patria (1879)
- Tabaré (1888)
- La epopeya de Artigas (1910).

Essays
- Discurso de la Rábida (1892)
- Resonancia del camino (1896)
- Huerto cerrado (1900)
- Conferencias y discursos (1905),
- Detalles de la Historia Rioplatense (1917)
- El sermón de la paz (1924)
- El libro de Ruth (1928)